# 徐宗儒
徐宗儒（1884年—1957年），男，宁夏永宁人，中国政治人物，曾任宁夏省人民政府委员，宁夏省教育厅厅长，甘肃省政协副主席。